# Thermochoria jeanneli
Thermochoria jeanneli е вид водно конче от семейство Libellulidae. Видът не е застрашен от изчезване.

## Разпространение
Разпространен е в Демократична република Конго, Замбия, Кения, Малави и Танзания.